# Arcam
Arcam AB är ett svenskt, tidigare börsnoterat, företag som utvecklar och säljer system för friformsframställning. Företagets teknik, Electron Beam Melting, innebär att komponenten byggs upp av smält metallpulver i lager på lager. Arcam har huvudkontor i Mölnlycke och supportkontor i USA, Italien och Kina. Bolagets produkter används främst för att tillverka ortopediska implantat och inom flyg- och rymdindustrin. 
Arcam AB grundades av innovatören Ralf Larson och finansiären Jarl Assmundson 1997. Arcam AB köptes upp 2017 av GE-Aviation, för ca 8 miljarder kronor.
Arcam avnoterades från Stockholmsbörsen i januari 2018.